# 옥녀 (영화)
《옥녀》는 한국에서 제작된 나운규 감독의 1928년 영화이다. 김연실 등이 주연으로 출연하였고 나운규 등이 제작에 참여하였다.

## 출연

### 주연
- 김연실
- 주삼손
- 이경선
- 전옥

## 같이 보기
- 한국의 영화
- 한국 관련 문서 색인